# Wettin-Löbejün
Wettin-Löbejün é um município da Alemanha, situado no distrito de Saale, no estado de Saxônia-Anhalt. Tem 126,94 km² de área, e sua população em 2019 foi estimada em 9.807 habitantes.